# سکیدسمو
سکیدسمو (به لاتین: Skedsmo) یک شهرداری در نروژ است که در آکرشوس واقع شده‌است. سکیدسمو ۷۷ کیلومتر مربع مساحت و ۵۰٬۷۲۴ نفر جمعیت دارد.

## خواهرخوانده
شهر شهر الینگساس خواهرخواندهٔ سکیدسمو هست.